# Sphenotrochus imbricaticostatus
Sphenotrochus imbricaticostatus är en korallart som beskrevs av Cairns in Cairns och Keller 1993. Sphenotrochus imbricaticostatus ingår i släktet Sphenotrochus och familjen Turbinoliidae.
Artens utbredningsområde är Indiska oceanen. Inga underarter finns listade i Catalogue of Life.